# Космическая программа
Космическая программа — документ, на основании которого формируется государственный (правительственный) или частный заказ на создание, использование и обслуживание космической техники в военных, научных и социально-экономических целях (см. также: Космическая энергетика, Космическая экономика, Космическая политика). Согласно Словарю космонавтики, космическая программа — это: «скоординированная деятельность, объединяющая человеческие, материальные и финансовые ресурсы для достижения технических, научных или прикладных целей посредством использования космической техники».
Космическая программа разных стран рассчитывается на период в среднем 5—10—20—30 и более лет вперёд с учётом текущего и предстоящего прогресса в разных областях науки и техники (см., например: КоГЭС, Использование местных ресурсов). Например, Китай опубликовал свою белую книгу по развитию национальной космической программы в 2016 году на 5 лет вперёд с предполагаемым прогнозом поставленных целей на 2021 год. В РФ с 1994 года[уточнить] государственная космическая программа была предложена сроком на 10 лет.
Космические программы активно развивают более 30 стран. «Единственное, что способно объединить всю нашу планету, — это планетарная космическая программа», для выполнения задач которой должны быть объединены все национальные космические программы по типу ИТЭР, чтобы начать успешно осваивать глубокий (дальний) космос. Примеры: МКС (см. также: Программа Международной космической станции), Lunar Gateway и другие глобальные проекты, связанные с космосом. Так, например, космическая программа планетарных миссий НАСА является частью Управления научной миссии агентства и объединяет три серии роботизированных исследовательских миссии — «Дискавери», «Новые рубежи» и «Исследование Солнечной системы».

## История
Космическая программа СССР берёт своё начало в 1921 году с основания Газодинамической лаборатории при РККА, которая в 1933 году вошла в состав Реактивного института при Наркомате тяжёлой промышленности СССР, а с 1955 года по 1991 год Министерство общего машиностроения СССР координировало работу всех предприятий и научных организаций, занятых созданием ракетно-космической техники.
Первая американская космическая программа под названием «Меркурий» была объявлена в 1958 году и стартовала в январе 1959 года. Вторая программа «Джемини» была объявлена НАСА 7 декабря 1961 года.
В начале 1959 года в Японии объявлена работа над первой космической программой, а в сентябре 1959 года впервые запущена серийная метеорологическая ракета «Каппа». В 1969 году создано Японское национальное агентство космического развития (NASDA) и была принята к исполнению первая космическая программа.
Белорусская космическая программа была сформирована в соответствии с Указом Президента 14 июня 2007 года и утверждена постановлением Совета Министров 14 октября 2008 года.
16 июля 2014 года Объединённые Арабские Эмираты объявили о намерении создать собственное космическое агентство.
В 2017 году[уточнить] Австралия объявила о создании собственного Космическое агентство Австралии и 1 июля 2018 года космическое агентство Австралии было создано.
Космическая программа разных стран начиналась как военная, позже гражданская (национальная), международная и научная.

## Космические программы
- Национальная космическая программа[англ.]
- Пилотируемая космическая программа[англ.]
- Космическая программа НАСА
- Космическая программа 2040[англ.]

### Национальные космические программы
- Космическая программа Австралии (см. также: Космическое агентство Австралии)
- Космическая программа Азербайджана
- Космическая программа Алжира[англ.]
- Космическая программа Белоруссии
- Космическая программа Бразилии[англ.]
- Космическая программа Британии[англ.]
- Космическая программа Египта[фр.]
- Космическая программа ЕС[англ.]
  - Космическая программа Германии[англ.]
  - Космическая программа Испании (см. также: Национальный институт аэрокосмической техники)
  - Космическая программа Италии[фр.] (см. также: Итальянское космическое агентство)
  - Космическая программа Польши (см. также: Космическое агентство Польши[англ.])
  - Космическая программа Франции[13]
- Космическая программа Замбии
- Космическая программа Израиля
- Космическая программа Индии
- Космическая программа Индонезии (см. также: Космическое агентство Индонезии[англ.])
- Космическая программа Ирана
- Космическая программа Казахстана[англ.]
- Космическая программа Канады (см. также: Канадское космическое агентство)
- Космическая программа Кении[англ.]
- Космическая программа КНДР
- Космическая программа Китая
- Космическая программа Латвии
- Космическая программа Ливана[англ.]
- Космическая программа Литвы
- Космическая программа Малайзии (см. также: Малайзийское национальное космическое агентство)
- Космическая программа ОАЭ (см. также: Космическое агентство ОАЭ[англ.])
- Космическая программа Пакистана (см. также: Комиссия по исследованию космоса и верхних слоёв атмосферы)
- Космическая программа Румынии[венг.]
- Космическая программа СССР
  - Космическая программа России
- Космическая программа США
- Космическая программа Турции
- Космическая программа Украины
- Космическая программа Филиппин[англ.] (см. также: Космическое агентство Филиппин[англ.], Национальная программа развития космоса[англ.])
- Космическая программа Уганды[англ.]
- Космическая программа Эквадора (см. также: Эквадорское гражданское космическое агентство)
- Космическая программа ЮАР (см. также: Национальное космическое агентство ЮАР[англ.])
- Космическая программа Японии